# Cheryl Strayed
Cheryl Strayed (17 de setembro de 1968, Spangler, Pensilvânia) é uma memorialista, romancista e ensaísta estadunidense. As dissertações pessoais de Cheryl têm sido publicadas em revistas e jornais norte-americanos.
O segundo livro de Cheryl, Livre - A Jornada de Uma Mulher Em Busca do Recomeço, foi lançado em 2012 e foi traduzido em mais de 30 línguas. Em julho de 2012, por sete semanas consecutivas, o livro foi número um do New York Times Best Seller list (a lista mais proeminente de best sellers dos Estados Unidos).
Livre é o primeiro livro de Cheryl em primeira pessoa sobre sua caminhada de mais de mil milhas ao longo da Pacific Crest Trail desde o Deserto de Mojave através da Califórnia e o Oregon até o estado de Washington, o livro contém memórias de fatos ocorridos anteriormente que a levaram a iniciar a sua jornada. O filme homônimo foi lançado em dezembro de 2014 nos Estados Unidos, estrelado por Reese Witherspoon  como Cheryl e Laura Dern como a mãe de Cheryl, ambas indicadas ao Oscar de Melhor Atriz e Melhor Atriz Coadjuvante respectivamente.

## Obras
- Torch (2006);
- Livre : uma história de autodescoberta, sobrevivência e coragem - no original Wild: From Lost to Found on the Pacific Crest Trail (2012);
- Tiny Beautiful Things: Advice on Love and Life from Dear Sugar (2012);